# Hollardia goslinei
Hollardia goslinei är en fiskart som beskrevs av Tyler 1968. Hollardia goslinei ingår i släktet Hollardia och familjen Triacanthodidae. Inga underarter finns listade i Catalogue of Life.